# Auf dem Sassenhagen (Parchim)
Die historische Straße Auf dem Sassenhagen in Parchim führt in der östlichen Altstadt in Nord-Süd-Richtung von der Neuen Mauerstraße und Wockerstraße zur Straße Am Wallhotel.

## Nebenstraßen

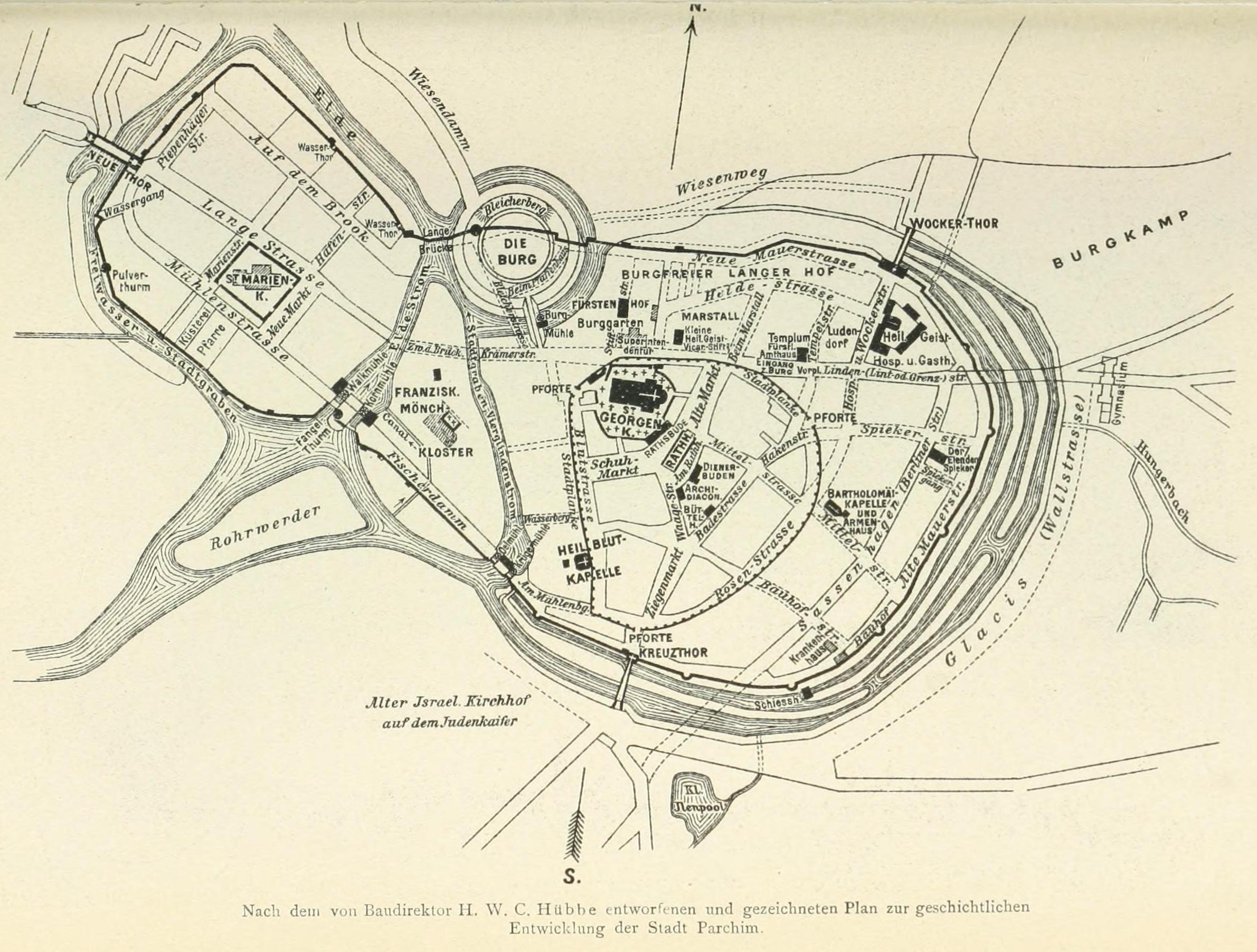
Parchim im Mittelalter

Die Nebenstraßen und Anschlussstraßen wurden benannt als Neue Mauerstraße nach der neuen Stadtmauer von 1310, Wockerstraße nach dem Eldenebenfluss und dem ehem. Wocker-Thor in der Stadtmauer, Lindenstraße nach dem Baum, Spiekerstraße (= Speicher) nach den früheren landwirtschaftlichen Speichern, Mittelstraße nach ihrer Lage im alten Zentrum innerhalb der inneren Stadtmauer um die Altstadt, Bauhofstraße seit um 1829 nach einem früheren Bauhof der Stadt an der Stadtmauer und Am Wallhotel nach dem Hotel außerhalb der Stadtmauer (heutige Sparkasse am Moltkeplatz).

## Geschichte

### Name
Die Straße Auf dem Sassenhagen wurde 1349 erwähnt nach den Sassen als Grundbesitzer in einem eingehegten Hag benannt. Es waren niederdeutsche, westfälische Siedler, welche die Bezeichnung hagen in Mecklenburg häufig verwendeten. Es gab früher die erste Sassenhager Straße (ab Mittelstraße zum Wocker Tor) und die zweite Sassenhager Straße (zum Kreuztor).

### Entwicklung
Im Frühmittelalter bestand eine slawische Siedlung. 1170 wurde die Burg erwähnt, in der von 1238 bis 1248 der Landesfürst residierte. 1282 schlossen sich die alte Stadt und die Neustadt von 1240 zusammen. 1289 brannte ein Teil der Altstadt ab. Mit dem Bau der neuen Stadtmauer von 1310 erweiterte sich die Stadt Richtung Osten und die Straße, die den gekrümmten Verlauf der Stadtmauer (heute Wall) aufnahm, wurde Teil der Altstadt. 1612 vernichtete ein weiterer Brand große Teile der Stadt.
1897 baute die Freiwillige Feuerwehr an der Straße ihr erstes Spritzenhaus samt Turm und 1999 das Feuerwehrhaus.
Ab 1991 wurde die historische Altstadt und so auch die Straße und ihre Häuser im Rahmen der Städtebauförderung saniert. Die denkmalgeschützte Straßenpflasterung aus Basalt blieb erhalten.

## Gebäude, Anlagen (Auswahl)
An der Straße stehen zweigeschossige, zumeist traufständige Wohnhäuser mit Satteldächern. Die mit (D) gekennzeichneten Häuser stehen unter Denkmalschutz.
- Nr. 1: Freiwillige Feuerwehr von 1894: 1897 2-gesch. Spritzenhaus (Umbau 1971) mit 5-gesch. erhaltenem Steigerturm (D), neues 2-gesch. Feuerwehrhaus von 1999, 66 Einsatzkräfte (2019) mit ca. 10 Einsatzfahrzeugen. Ein Spritzenhaus gab es seit 1820 am Fischerdamm (heute Schulhof).
- Nr. 1a: 2-gesch. Wohnhaus (D), Fachwerkhaus
- Nr. 2: 2-gesch. Wohnhaus von 1870 mit Wirtschaftsgebäude (D), Fachwerkhaus mit Satteldach und Biberschwanzdeckung, saniert 2004/06, Bauherrenpreis 2005
- Nr. 15: 2-gesch. verklinkerter ehem. Speicher (D)
- Nr. 18: 2-gesch. Wohnhaus (D)
- Nr. 23: 2-gesch. Wohnhaus (D)
- Nr. 25: 2-gesch. verputztes Wohnhaus (D)
- Nr. 31: 2-gesch. Wohnhaus (D), Fachwerkhaus
- Nr. 51: 2-gesch. verputztes Wohnhaus (D), hier verbrachte der niederdeutsche Dichter Rudolf Tarnow (1867–1933) bis 1889 seine Jugend[4]
- Nr. 65: 2-gesch. verputztes Wohnhaus mit Hofmauer, einschließlich der Fassade des Hofgebäudes (D)
- Nr. 66: 2-gesch. verputztes Wohnhaus (D)
- Nr. 67: 2-gesch. Wohnhaus von 1796 (D), Fachwerkhaus mit Backsteinausfachungen sowie rückwärtiges Hofhaus mit Laubengang von 1895, nach langem Leerstand von 2007 bis 2012 saniert
- Nr. 72: 2-gesch. Wohnhaus (D), Fachwerkhaus
- Nr. 73: 2-gesch. Wohnhaus (D), Fachwerkhaus
- Nr. 77: 2-gesch. verklinkertes Wohnhaus (D)
- Nr. 78: 2-gesch. verklinkertes Wohnhaus (D)
- Nr. 79: 2-gesch. verputztes Wohnhaus (D)
- Nr. 82: 2-gesch. Wohnhaus (D), Fachwerkhaus
- Nr. 85: 2-gesch. Wohnhaus (D), Fachwerkhaus
- Nr. 86: 2-gesch. Wohnhaus (D), Fachwerkhaus
- Nr. 88: 2-gesch. Wohnhaus als Neubau von 2009 nach Plänen von Rick de Veer (Schwerin)
- Nr. 92: 2-gesch. Wohnhaus mit Dachboden als Speicher von nach 1829 (D), Fachwerkhaus mit Backsteinausfachungen, straßenseitiger Giebel mit Aufzugsrad, 2010/11 saniert